# Lu’ajj al-Atasi

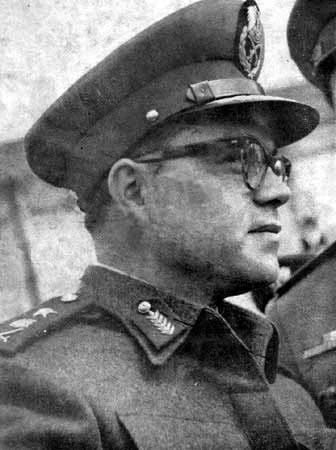

Lu’ajj  al-Atasi (ur. 1926, zm. 2003) – syryjski wojskowy i polityk, prezydent Syrii między marcem a lipcem 1963.

## Życiorys
Pochodził z ustosunkowanej politycznej rodziny z Hims. Ukończył znajdującą się w tym samym mieście Akademię Wojskową, po czym został oficerem armii syryjskiej. Walczył w wojnie izraelsko-arabskiej 1948-1949. W 1954, za prezydentury Haszima al-Atasiego, został dyrektorem protokołu wojskowego, zaś dwa lata później - zastępcą attaché wojskowego w ambasadzie syryjskiej w Egipcie. W Kairze, pod wpływem obserwacji polityki Gamala Abdel Nasera, stał się sympatykiem naseryzmu i panarabizmu. Poparł utworzenie w 1958, poprzez unię Egiptu i Syrii, Zjednoczonej Republiki Arabskiej i protestował przeciwko jej zerwaniu po zamachu stanu Abd al-Karima an-Nahlawiego.
W 1962 grupa sympatyzujących z naseryzmem oficerów usiłowała objąć drogą zamachu stanu władzę w Syrii, jednak ich zamierzenia nie powiodły się. Al-Atasi bez powodzenia próbował mediować między puczystami a rządem. Został następnie mianowany attaché wojskowym w Stanach Zjednoczonych. Jeszcze w tym samym roku, na procesie organizatorów nieudanego puczu, odmówił składania zeznań pogrążających oskarżonych, za co został pozbawiony wszystkich funkcji i uwięziony.
Po zamachu stanu w Syrii w nocy z 7 na 8 marca 1963, zorganizowanym przez Komitet Wojskowy partii Baas z Salahem Dżadidem, Hafizem al-Asadem i Muhammadem Umranem na czele, został zwolniony z więzienia i wszedł w skład Narodowej Rady Rewolucyjnego Dowództwa. Jego doświadczenie i wysoki stopień wojskowy sprawiły, że 23 marca właśnie jego ogłoszono jej przewodniczącym, co odpowiadało urzędowi prezydenta Syrii. Teoretycznie posiadał ograniczone prerogatywy (wypowiadanie wojny, mianowanie ministrów, wydawanie ustaw w sprawach dotyczących gospodarki), faktycznie jednak nie miał żadnego wpływu na politykę państwa, którą niepodzielnie kreowali przywódcy Komitetu Wojskowego.
Al-Atasi zrezygnował z urzędu krótko po stłumieniu próby przewrotu przeprowadzonej przez grupę oficerów-naserystów, 27 lipca 1963. Wycofał się z życia politycznego i spędził resztę życia w rodzinnym mieście.